# Tandduva
Tandduva (Didunculus strigirostris) är en mycket säregen och akut utrotningshotad duva som enbart förekommer i Samoa i Stilla havet.

## Utseende
Tandduvan är en 31 centimeter lång bastant mörk duva med en kraftig krokformad näbb. Den nedre näbbhalvan har två "tänder" som överlappar den övre näbbhalvan, därav artens namn. Fjäderdräkten är huvudsakligen grönsvart med kastanejfärgad ovansida. Näbben är röd vid roten, gul längre ut. Runt ögat syns en röd ögonring.

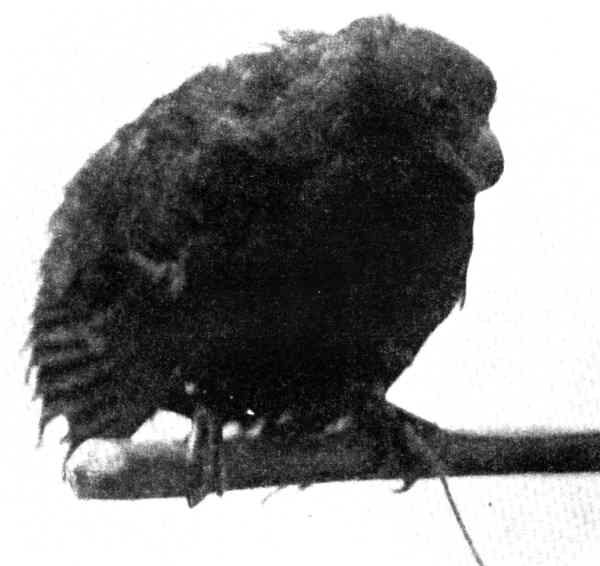

## Utbredning och systematik
Arten är den enda nu levande art i släktet Didunculus. Fågeln förekommer enbart i bergstrakter i västra Samoa (Upolu och Savai'i).

## Status och hot
Tandduvan har en mycket liten världspopulation uppskattad till endast maximalt 250 vuxna individer. Den tros dessutom minska i antal till följd av habitatförlust orsakat av människan, skador till följd av cykloner, invasiva arter och oavsiktlig jakt.